# Ali Abdo
Ali Abdo (ur. 2 maja 1981) – australijski zapaśnik walczący w obu stylach. Trzykrotny olimpijczyk. Zajął dziewiętnaste miejsce w Sydney 2000 w stylu klasycznym, a także dwudzieste w Atenach 2004 i dwudzieste pierwsze w Pekinie 2008 w stylu wolnym. Walczył w kategorii 69 – 74 kg.
Zajął 23. miejsce na mistrzostwach świata w 1999 i 2007. Brązowy medalista mistrzostw Wspólnoty Narodów w 2011. Sześciokrotny złoty medalista mistrzostw Oceanii w latach 1998 – 2012.  roku.